# Fatimagrot

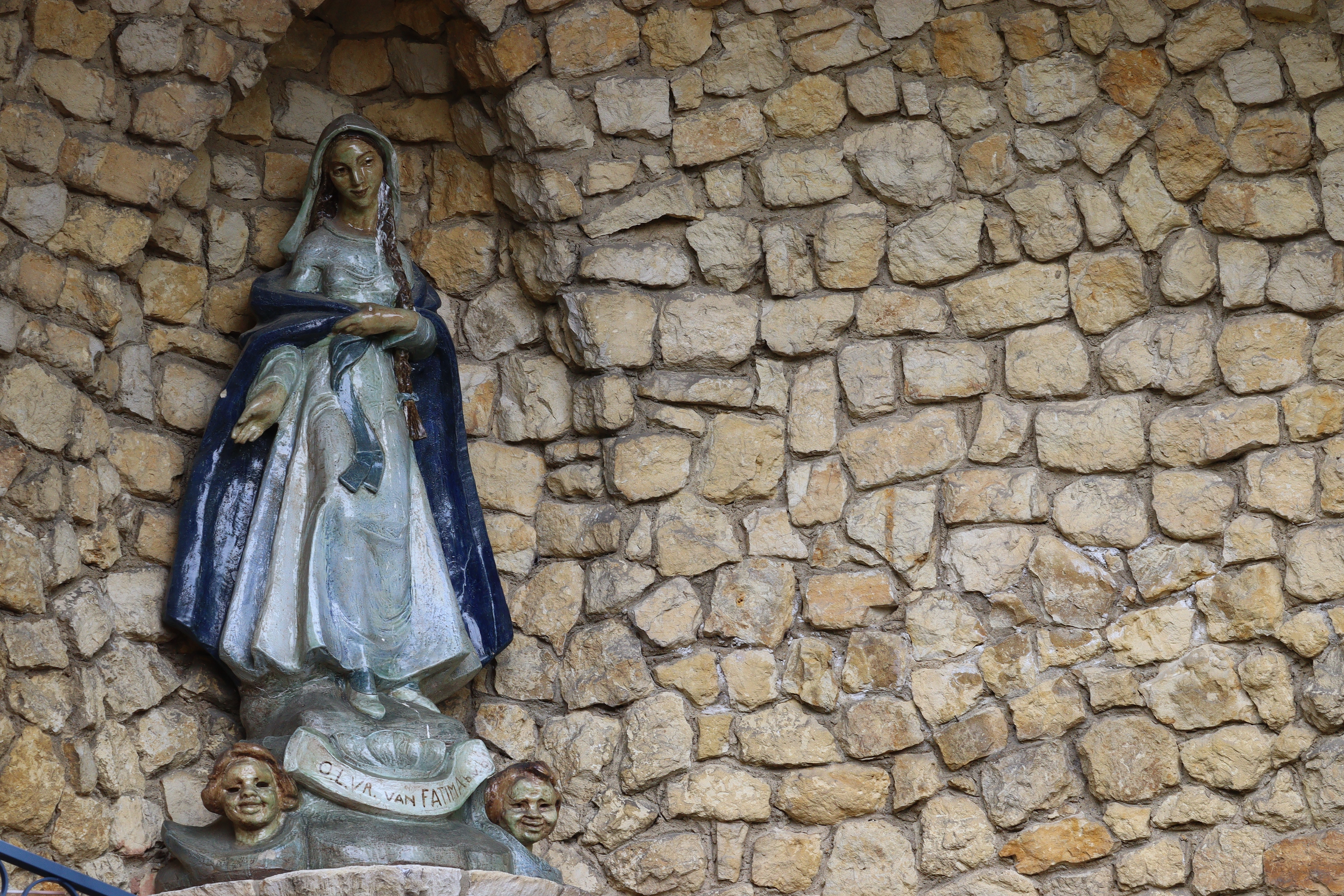
Mariabeeld Fatimagrot in Oirsbeek

De Fatimagrot is een kapel in Oirsbeek (gemeente Beekdaelen) in het zuiden van de Nederlandse provincie Limburg. Deze Mariakapel ligt aan de noordelijke rand van Oirsbeek, tegen de beboste helling van de Boomkensberg, en is gebouwd als een grot in een gemetselde muur van Kunrader steen.
De Fatimagrot is tussen 1945 en 1946 gebouwd uit dankbaarheid voor het einde van de Tweede Wereldoorlog. De "grot" is toegewijd aan de O.L. Vrouw van Fatima, de moeder van de vrede. De bouw werd mogelijk gemaakt door giften en de inzet van vrijwilligers. De kapel wordt nog steeds gebruikt bij processies en andere kerkelijke diensten. Het bouwwerk wordt beheerd en onderhouden door vrijwilligers. Tussen 1998 en 1999 is het volledig gerenoveerd.